# Stojan Vučićević
Stojan Vučićević (Turkovići, BIH, 7. srpnja 1941. - Zagreb, 22. rujna 1989.), hrvatski pjesnik, putopisac, prevoditelj i novinar.

## Životopis
Bio je od onih koji su kroz hrvatsku književnost pronosili svoj nepotkupljivi hrvatski osjećaj, kada to nije bilo "popularno". Nije dočekao politički rasplet, a politika mu se tako nemilosrdno plela u život da je, nizašto, kako je onda već bilo, kao gimnazijalac, okusio užas Svetog Grgura, otočića zatvora pokraj Golog otoka, kamo su komunističke vlasti slale golobrade nepodobnike. 1960. godine uhićen je i bez suđenja upućen na Sv. Grgur. I poslije, do smrti, na neki je način kažnjavan zbog svojeg hrvatstva. 

### Djetinstvo
Stojan Vučićević se rodio u Turkovićima, u Hercegovini, na obroncima planina koje okružuju Popovo polje, u obitelji nadzornika željezničke pruge Boška Vučićevića (1907. selo Pećina – 1982.) i Mare rođene Ljevak (1913.  – 1993.) iz Ravnoga. Stojan s roditeljima, braćom i sestrom prvo 1945. seli u Čapljinu, a naposljetku 1947. i u Metković, gdje Stojan pohađa osnovnu školu i započinje gimnaziju. Peti razred osnovne škole pohađa u Pionirskom gradu u Zagrebu 1953. godine u školi najboljih učenika iz cijele Hrvatske.
U lipnju 1959. u sedmom razredu isključen je iz Gimnazije bez prava polaganja ispita na toj školi. Razlog isključenju razabire se u "Karakteristici", koju je 1962. pisao Školski komitet Narodne omladine Gimnazije u Metkoviću, a potvrdio općinski Komitet: "Godine 1959. primljen je u aktiv Saveza komunista i kroz SK djelovao je negativno, jer se je tada pojavila jedna grupa mladića političkih negativna". Nakon isključenja iz Gimnazije u Metkoviću, upisuje osmi razred školske godine 1959./60. u Gimnaziji u Pločama, gdje provodi nepuna dva mjeseca, jer mu je već 2. studenog 1959. odobren povratak u metkovsku Gimnaziju. 

### Logor
U siječnju 1960., odmah po završetku prvog polugodišta, uhićen je te je nakon boravka u istražnom zatvoru u Makarskoj upućen, bez suđenja i presude, sa školskim prijateljima Antom Brečićem i Ivom Taslakom u logor za političke zatvorenike na otoku Sv. Grgur. Unatoč rješenju istražnoga suca Okružnog suda u Splitu br. Kio-17/60 od 4. travnja 1960. da ga se pusti na slobodu, u logoru na Golom otoku proveo je kao hrvatski nacionalist više od godinu i pol dana, od 2. veljače 1960. do 27. kolovoza 1961.

### Studij
24. veljače 1962. polaže u Gimnaziji u Metkoviću osmi razred i maturira. Od 16. IV. do jeseni te godine radi kao skladištar u poduzeću Razvitak u Metkoviću. Na jesen se upisuje na Filozofski fakultet u Zadru, zahvaljujući preporuci Razvitka, dok je već spomenuta "karakteristika" Narodne omladine odbila, kako u njoj stoji, "da navedenog druga preporučimo na daljnje školovanje iii za smještaj u dom". 
Na Filozofskom fakultetu u Zadru studira jugoslavistiku, francuski jezik i književnost i poljski jezik, a u kolovozu 1963. ide na studijsko putovanje u Poljsku. Diplomirao je 24. lipnja 1966. U međuvremenu s Vladimirom Pavićem i Mirkom Vidovićem 1964. objavljuje u Zadru zbirku Pjesme te postaje član uredništva splitskog književnog časopisa Vidik, a sljedeće godine objavljuje i svoju prvu samostalnu zbirku pjesama Greben u izdanju zagrebačke Mladosti.
Nakon diplome 1966., ponovno u nakladi zagrebačke Mladosti objavljuje svoju drugu zbirku pjesama pod Siga, a to ljeto pohađa Alliance française u Parizu. Rano je, poput svakog pravog lirika, osjetio poziv poezije. Boravak u Parizu u tome ga je učvrstio i znatno mu pomogao u prevodilaštvu. 

### Zaposlenja
Godine 1967. odlazi u Jastrebarsko i na Pleso na odsluženje vojnog roka, koji mu je produžen zbog agresije SSSR-a na Čehoslovačku. Početkom listopada 1968. seli se u Zagreb, gdje se zapošljava kao novinar kultnog lista za kulturu Telegram, a zatim kao tajnik urednik književne revije Republika. Sljedeće, 1969. godine u nakladi splitskog Vidika objavljuje svoju treću zbirku pjesama Čavli, a u veljači 1970. postaje urednik Republike.
U nakladi Razloga 1971. godine objavljuje svoju četvrtu knjigu, poemu Šibanica, nazvanu po brdu iznad Metkovića, a u nakladi Zore knjigu putopisa Podmornica u kojoj nas je proveo svojim lirskim svijetom, od zavičajne Neretve do čežnje svojih pjesničkih duša - Pariza, potom Zadrom i Zagrebom, gradom u kojemu je najdulje živio i na čijem groblju počiva:
Ovdje gdje svjetlost ne pokreće lišće
Legla je zemlja na koju nisam sviko
Poput vjetra rasipam se, stišćem,
zadnja sam žrtva ništa i nitko.
Iste, 1971. godine izlaze mu prijevodi Knjige puta i vrline Lao Cea i Mita o Sizifu Alberta Camusja, a nakon raspuštanja uredništva Republike 1973. godine postaje profesionalni književnik.
U travnju 1975. zapošljava se na Televiziji Zagreb kao redaktor, gdje je svojom pjesničkom osobnošću, ljepotom jezika i stilskom dotjeranošću obogaćivao tuđe tekstove. Radeći, pak, u uredništvu kulture kao novinar, skromno i bez nadmetanja autorske osobnosti, stavljao je u prvi plan riječ, sklad misli i izraza često anonimno, ali nikada nezamjetljivo. Pišući o poeziji i pjesnicima, pa i za emisiju TV kalendar, sažimajući svoje raskošno literarno nadahnuće u šturi dnevni televizijski izričaj, Stojan nije dopustio pjesniku u sebi zamrijeti. 

### Verbalni delikt
15. svibnja 1976. uhićen je u tadašnjoj SFR Jugoslaviji zbog "verbalnog delikta" , te osuđen na 40 dana zatvora koje je odslužio u Zagrebu, u Vukomercu od 10. kolovoza do 19. studenog. Zbirku izabranih i novih pjesama pod naslovom Pomrčina objavio je 1985. godine u nakladi splitskog Logosa, a njegova posljednja pjesma objavljena u novinama nekoliko dana prije njegove smrti znakovita je naslova: "Umrijeti u Hrvatskoj". 
22. rujna 1989., poslije operacije tumora na mozgu, vjerojatno posljedice udarca na robiji, umro je u bolnici Rebro u Zagrebu. Pogreb je bio na Krematoriju zagrebačkog Mirogoja 25. rujna.
O petoj obljetnici smrti, 1994. u izdanju Ogranka Matice hrvatske Metković izlaze Sabrane pjesme Stojana Vučićevića.

## Obitelj
Stojan Vučićević se 1972. oženio s Nadom, s kojom je dobio sina Maroja, te kćer Rujanu. 

## Djela
- Pjesme, Studentski literarni klub, Zadar, 1964. (suautori Vladimir Pavić i Mirko Vidović)[3]
- Greben, (pjesme), Mladost, Zagreb, 1965.
- Siga, (pjesme), Mladost, Zagreb, 1966.
- Čavli, (pjesme), Izdavački centar mladih Marko Marulić, Split, 1969.
- Šibanica, (pjesme), Studentski centar Sveučilišta, Zagreb, 1971.
- Podmornica, (putopisi), Zora, Zagreb, 1971.
- Pomrčina, (pjesme), Logos, Split, 1985.

Postumno:
- Sabrane pjesme, Naprijed-Ogranak Matice hrvatske, Metković, Zagreb-Metković, 1994.
- Neretva, (zbirka pjesama), Ogranak Matice hrvatske, Metković, 1996.
- Ponad vode: putopisi, Hrvatska sveučilišna naklada, Zagreb, 2000.
- Semafor: pjesme, Ceres, Gornja Jelenska, 2007.

## Vanjske poveznice
- Umro Stojan Vučićević[neaktivna poveznica], HRT, 22. rujna 2014.
- (engl.) Stojan Vucicevic, IMDb